# شارع غوالماندي للأطعمة (باكستان)
طعام الشارع السريعة في شارع غوالماندي Gawalmandi Food Street
(اللغة الأردية: شارع غوالميندي للاطعمة المتنوعة) يعد شارع غوالميندي للأغذية هو شارع للاطعمة والمأكولات حيث يقع بالقرب من حي جوالماندي في العاصمة البنجابية لاهور، البنجاب، باكستان.   ويعتبر شارع غوالماندي تاريخيا من الاماكن الفاخرة وذلك بسبب هجرة العديد من العائلات من أمريستار والمدن الأخرى المجاورة لها الى العاصمة لاهور بعد إنشاء باكستان، الذين استقروا في جوالماندي. لذا أدت مشاكل الوضع الاقتصادي والافتقار إلى فرص العمل إلى فتح العديد منهم لمتاجر صغيرة أمام منازلهم. حيث اعتمدت هذه المتاجر على تقديم مختلف أنواع الأطعمة بسبب الثقافات المختلفة واختلاف الوصفات للاطعمة وقد تكون كل عائلة صاحبة متجر للطعام تقدم وصفة مختافة عن مثيلاتها من المتاجر المختلفة وبهذا اصبح هذا الشارع يتمتع بالشهرة بسبب الهجرة للعائلات من المدن المختلفة والتي أصبحت حجر الأساس لشهرة الشارع ومكانته التاريخية وذلك لما يتمتع بالأطعمة الشهية والمميزة. 